# Lijst van voetbalinterlands Australië - Hongkong (vrouwen)
Deze lijst van voetbalinterlands is een overzicht van alle officiële voetbalinterlands tussen de nationale vrouwenteams van Australië en Hongkong. De landen hebben tot nu toe vier keer tegen elkaar gespeeld.

## Wedstrijden
| № | Plaats        | Datum            | Competitie                                     | Wedstrijd            | Uitslag |
| - | ------------- | ---------------- | ---------------------------------------------- | -------------------- | ------- |
| 1 | Kaohsiung     | 13 december 1987 | Vriendschappelijk                              | Australië − Hongkong | 6 − 0   |
| 2 | Coffs Harbour | 7 april 2007     | Olympische Spelen 2008 kwalificatie            | Australië − Hongkong | 15 − 0  |
| 3 | Hongkong      | 4 augustus 2007  | Olympische Spelen 2008 kwalificatie            | Hongkong − Australië | 1 − 8   |
| 4 | Shenzhen      | 22 november 2012 | Oost-Aziatisch kampioenschap 2013 kwalificatie | Australië − Hongkong | 4 − 0   |

## Samenvatting
| Competitie                                | Totaal gespeeld | Winst Australië | Gelijk | Winst Hongkong | Doelsaldo Australië – Hongkong |
| ----------------------------------------- | --------------- | --------------- | ------ | -------------- | ------------------------------ |
| Olympische Spelen kwalificatie            | 2               | 2               | 0      | 0              | 23 − 1                         |
| Oost-Aziatisch kampioenschap kwalificatie | 1               | 1               | 0      | 0              | 4 − 0                          |
| Vriendschappelijk                         | 1               | 1               | 0      | 0              | 6 − 0                          |
| Totaal                                    | 4               | 4               | 0      | 0              | 33 − 1                         |